# Cinéma bangladais

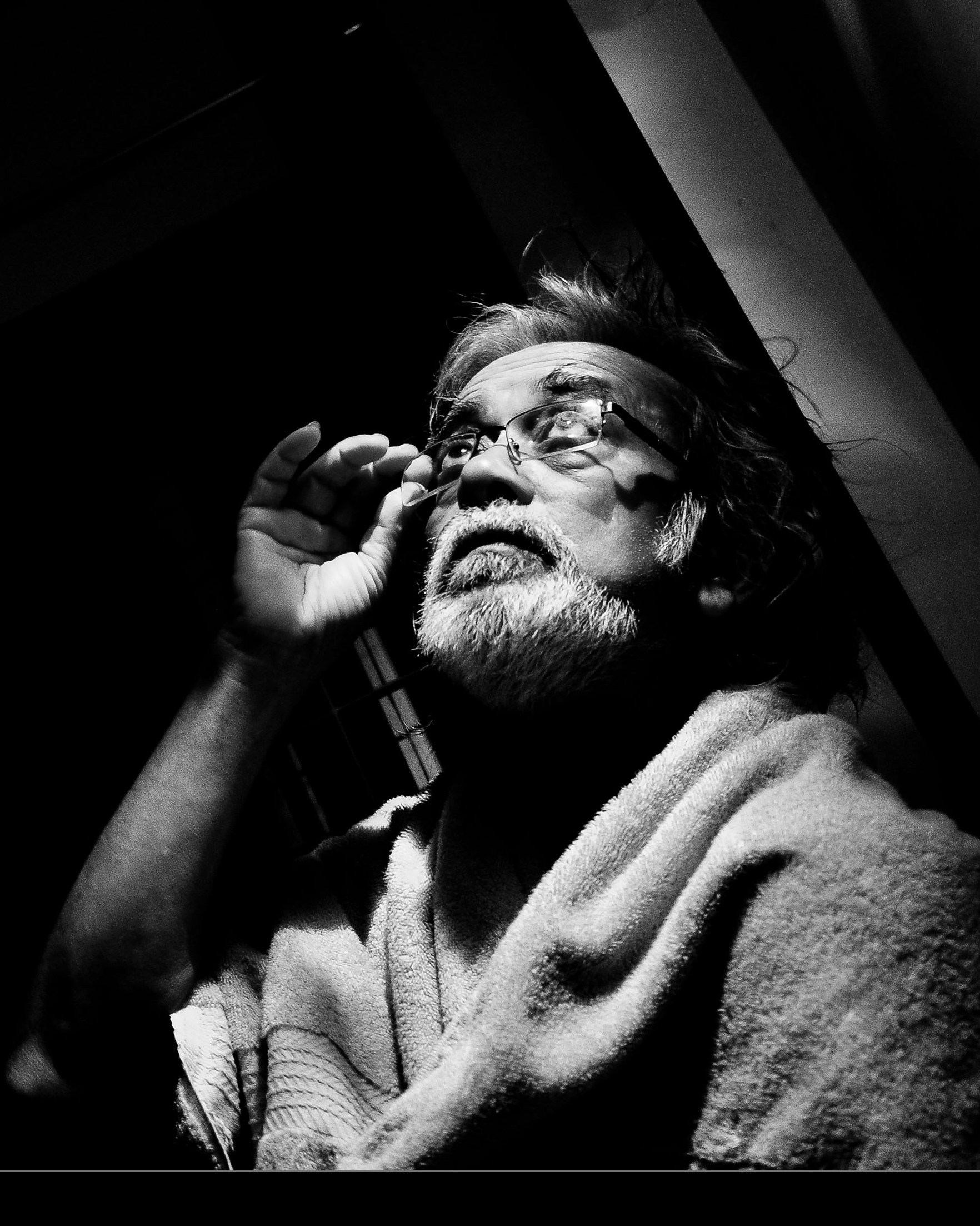
Anwar Hossain

Le cinéma bangladais (bengali : ঢালিউড), plus connu sous le nom de Dhallywood (car basé à Dhaka) est l'industrie du film bengali du Bangladesh, l'autre cinéma bengali étant indien. Si les deux partagent des origines communes datant du Raj britannique, le cinéma bangladais fut plus long à prendre son envol. Son style dominant est le mélodrame.

## Histoire

Dans ce qui va devenir le Bangladesh, le cinéma est introduit en 1898 par la Bradford Bioscope Company. Puis, en 1913   1914, la première société de production, Picture House, est créée. 
En 1928, un court métrage muet intitulé Sukumari (La Fille bien) est le premier film bangladais tourné en bengali. 
Le premier long métrage, Le Dernier baiser, sort en 1931. 
Après la séparation du Bangladesh et du Pakistan (1971), Dhaka devient le centre de l'industrie cinématographique bangladaise génère la majorité des recettes, de la production et des audiences des films de Dhallywood. 
Au cours des années 1970, de nombreux films Dhallywood sont inspirés par des films indiens, certains étant des reprises non officielles de ces films. 
L'industrie cinématographique continue à se développer et de nombreux films bangladais à succès sont produits dans les années 1970, 1980 et la première moitié des années 1990.

## Personnalités du cinéma bangladais

### Réalisateurs
Fateh Lohani, Zahir Raihan, Alamgir Kabir, Khan Ataur Rahman, Subhash Dutta, Ritwik Ghatak, Ehtesham, Chashi Nazrul Islam, Sohanur Rahman Sohan, Badol Khondokar, Zakir Hossain Raju, Kazi Hayat, F I Manik, Shahin Sumon, Shihab Shaheen, Tamim Hassan Chowdhury, Iftakar Chowdhury, Saikat Nasir, Wazed Ali Sumon, Sheikh Niamat Ali, Delwar Jahan Jhantu, Mushfiqur Rahman Gulzar, Gazi Mazharul Anwar, Salauddin Lavlu, Motin Rahman, Noyeem Imtiaz Neyamul, Swapan Ahmed, Tonmoy Tansen, Saif Chandan, Badiul Alam Khokon, Mustafizur Rahman Manik, Raihan Rafi, Tauquir Ahmed, Chayanika Chowdhury, Tanvir Mokammel, Tareque Masud, Morshedul Islam, Humayun Ahmed, Mostofa Sarwar Farooki, Nurul Alam Atique, Zahidur Rahim Anjan, Malek Afsary, Ashique Mostafa, Mohammad Mostafa Kamal Raz, Animech Aich, Ashiqur Rahman, Anjan Aich, Khijir Hayat Khan, Kamar Ahmad Simon, Rubaiyat Hossain, Amitabh Reza Chowdhury, Bijon Imtiaz, Fakhrul Arefeen Khan, Giasuddin Selim, Dipankar Dipon, Golam Sohrab Dodul, Golam Rabbany Biplob

### Acteurs
Fateh Lohani, Rahman, Khan Ataur Rahman, Khan Zainul, Subhash Dutta, Anwar Hossain, Baby Zaman, Golam Mustafa, ATM Shamsuzzaman, Syed Hasan Imam, Abdur Razzak, Farooque, Ujjal, Prabir Mitra, Alamgir, Sohel Raana, Amol Bose, Bulbul Ahmed, Zafar Iqbal, Wasim, Ilias Kanchan, Jashim, Wasimul Bari Rajib, Humayun Faridi, Raisul Islam Asad, Aly Zaker, Abul Khair, Abul Hayat, Asaduzzaman Noor, Jayanta Chattopadhyay, Tariq Anam Khan, Bapparaj, Manna, Omar Sani, Amit Hasan, Misha Sawdagor, Afzal Hossain, Nayeem, Zahid Hasan, Tauquir Ahmed, Salman Shah, Shakil Khan, Amin Khan, Riaz, Azad Abul Kalam, Fazlur Rahman Babu, Ahmed Rubel, Intekhab Dinar, Ferdous Ahmed, Shakib Khan, Nirab Hossain, Challenger, Chanchal Chowdhury, Mosharraf Karim, Mahfuz Ahmed, Mamnun Hasan Emon, Symon Sadik, Ananta Jalil, Arifin Shuvoo, Bappy Chowdhury, Ziaul Faruq Apurba

### Actrices
Shamima Nazneen, Sumita Devi, Anwara Begum, Rawshan Jamil, Shabnam, Kohinoor Akhter Shuchanda, Rosy Samad, Nusrat Faria Mazhar, Kabori Sarwar, Shabana, Farida Akhter Bobita, Dilara Zaman, Rozina, Doli Johur, Parveen Sultana Diti, Champa, Anju Ghosh, Moushumi, Shabnur, Shabnaz, Wahida Mollick Jolly, Bipasha Hayat, Meher Afroz Shaon, Shila Ahmed, Rokeya Prachy, Purnima, Sadika Parvin Popy, Shimla, Aupee Karim, Joya Ahsan, Apu Biswas, Sahara, Nusrat Imrose Tisha, Rikita Nandini Shimu, Afiea Nusrat Barsha, Aparna Ghosh, Bidya Sinha Saha Mim, Zakia Bari Momo, Achol, Bobby, Airin Sultana

## Quelques films importants
- 2002 : L'Oiseau d'argile
- 2007 : Aha!
- 2012 : Television
- 2014 : Jalal's Story (Jalaler golpo)

## Galerie

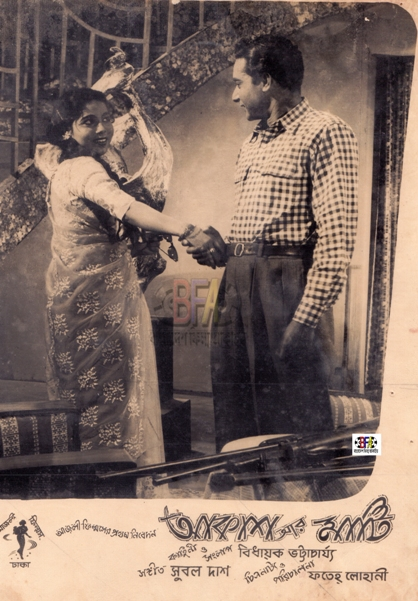
Akash Ar Mati (en) de Fateh Lohani (en)
Anwar Hossain en 1967 dans Nawab Sirajuddoulah
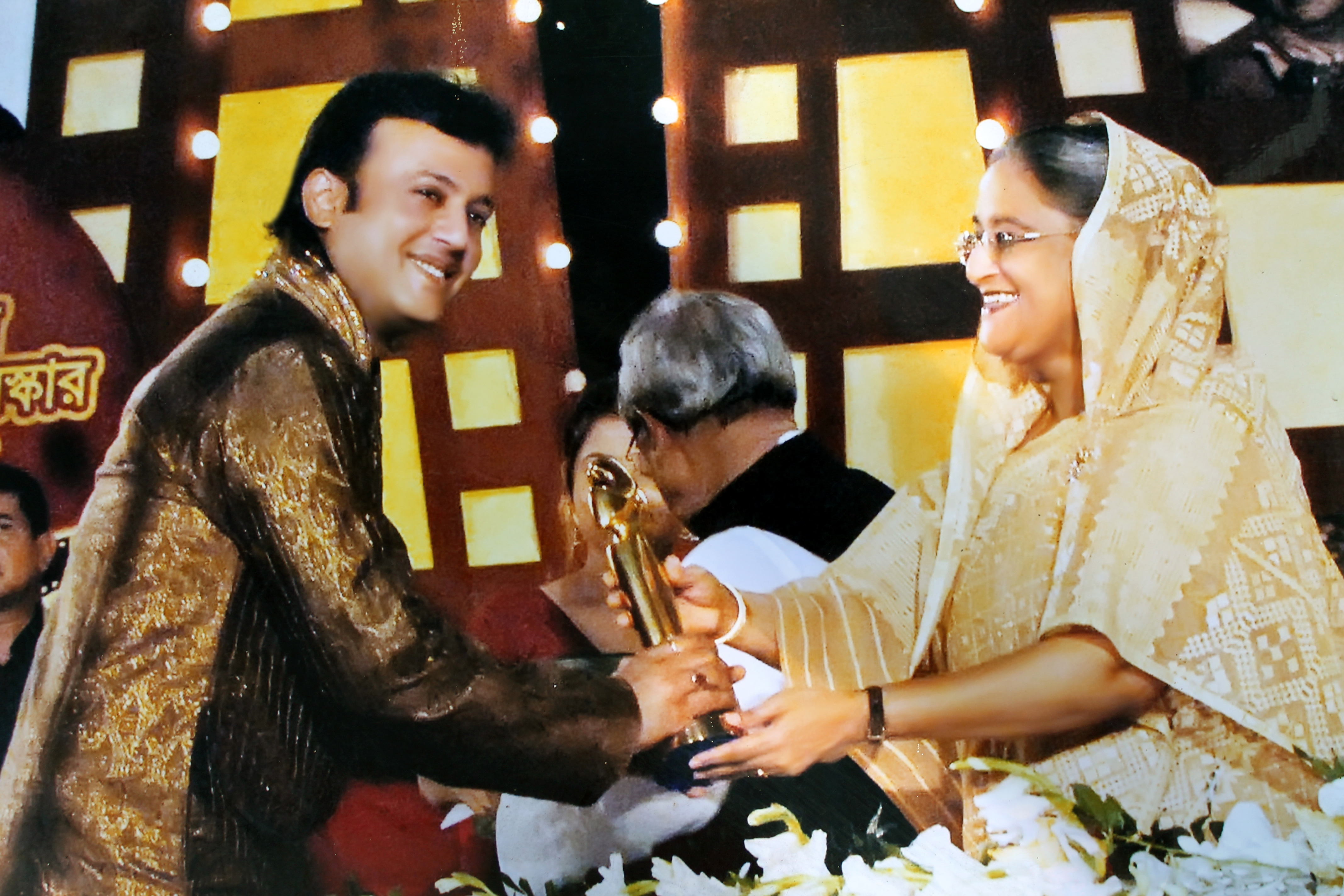
Riaz (en) et Sheikh Hasina, première ministre du Bangladesh
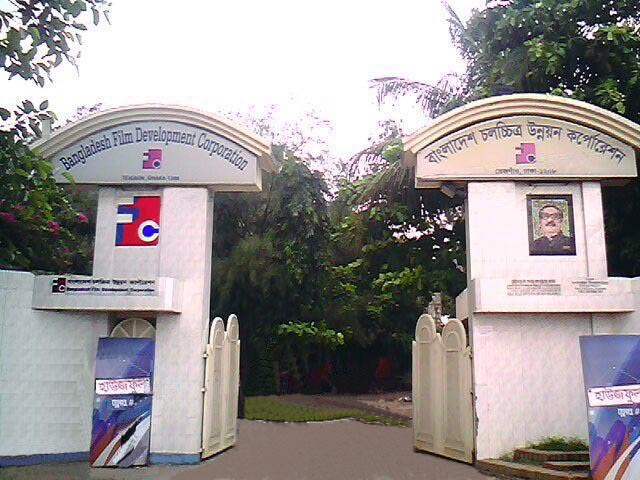
La Bangladesh Film Development Corporation (BFDC)-